# Arcadia (musikgrupp)
Arcadia var en brittisk musikgrupp bildad 1985 av Duran Duran-medlemmarna Simon Le Bon, Nick Rhodes och Roger Taylor. De var endast verksamma som en studiogrupp under den tid som Duran Duran hade tagit en paus och gav ut albumet So Red The Rose. På det medverkar en rad prominenta gästartister som David Gilmour, Carlos Alomar, Herbie Hancock och Sting och beskrevs av Allmusic som "det bästa album Duran Duran aldrig gjorde".
Fyra singlar släpptes från albumet varav "Election Day" blev en topp 10-hit i England och har senare framförts live av Duran Duran. Videon till låten kostade 400 000 pund att framställa och visades i SVT i programmet Jacobs stege tillsammans med ett inslag där gruppen intervjuas i Rom.
Två kuriösa detaljer är att Arcadia var ett av de gruppnamn som Nick Rhodes och John Taylor övervägde när de bildade Duran Duran 1978 samt att John Taylor, som annars inte alls var inblandad i Arcadia-projektet, medverkar i videon till "The Flame".

## Medlemmar
- Simon Le Bon – sång (1985–1986)
- Nick Rhodes – keyboard (1985–1986)
- Roger Taylor – trummor (1985)

## Diskografi

### Studioalbum
- So Red The Rose – 1985

### Singlar
- "Election Day" – 1985
- "Goodbye is Forever" – 1986
- "The Promise" – 1986
- "The Flame" – 1986
- "Say the Word" – 1986 (från soundtracket till filmen Playing for Keeps)